# 菅太郎
菅 太郎（かん たろう、1904年（明治37年）5月30日 - 1980年（昭和55年）1月11日）は、日本の官僚、政治家。戦前は内務省に所属し、革新官僚の一人であった。戦後は衆議院議員を5期務め、経済企画政務次官、衆議院地方行政委員長などを歴任した。

## 経歴
愛媛県松山市出身、東京帝国大学法学部卒業。戦前は内務官僚として内務事務官や企画院調査官を務めた他、1936年12月より一時期は満州国総務庁に配属されている。また1941年に発足した大日本翼賛壮年団の訓練部長や理事に就任した（1943年まで）。
戦後、公職追放となり、1952年に追放解除。同年の第25回衆議院議員総選挙で改進党から愛媛県第1区より初当選。1953年の第26回衆議院議員総選挙では落選した。その後も当選と落選を繰り返し、1955年の第27回衆議院議員総選挙で日本民主党から2度目の当選を果たし、同年の保守合同（自由民主党結党）に参加。1958年の第28回衆議院議員総選挙では落選した。1960年の第29回衆議院議員総選挙で3度目の当選を果たした。1961年には第2次池田内閣の改造人事で経済企画政務次官を務めた。1963年の第30回衆議院議員総選挙で落選、1967年の第31回衆議院議員総選挙で4度目の当選、1969年の第32回衆議院議員総選挙で5度目の当選を果たした。1972年の第33回衆議院議員総選挙で落選した後、政界を引退した。
1980年1月11日、肺炎により東京都日野市の自宅にて死去。